# Leopold al III-lea, Prinț de Lippe
Leopold al III-lea de Lippe (Paul Friedrich Emil Leopold 1 septembrie 1821 – 8 septembrie 1875) a fost suveran al principatului de Lippe, unde a domnit din 1851 până la moartea sa.

## Biografie
Născut la Detmold a fost fiul cel mare al al Prințului Leopold al II-lea de Lippe și a Prințesei Emilie de Schwarzburg-Sondershausen (1800–1867). De la naștere el a deținut titlul de prinț moștenitor. 
A succedat ca Prinț de Lippe la 1 ianuarie 1851 în urma morții tatălui său. După un an de domnie, Leopold s-a căsătorit la 17 aprilie 1852 la Rudolstadt cu Prințesa Elisabeta de Schwarzburg-Rudolstadt (1833–1896), fiica lui Albert, Prinț de Schwarzburg-Rudolstadt. Cuplul nu a avut copii.
În timpul domniei sale, Lippe s-a aliat cu regatul Prusiei în timpul Războiului autro-prusac, a aderat la Confederația Germană de Nord în 1867, apoi a devenit stat al Imperiului german în 1871.
Neavând copii, el a fost succedat de fratele său mai mic, Woldemar.